# Melastrota dona
Melastrota dona är en fjärilsart som beskrevs av Swinhoe 1901. Melastrota dona ingår i släktet Melastrota och familjen björnspinnare. Inga underarter finns listade i Catalogue of Life.